# Hematospermia

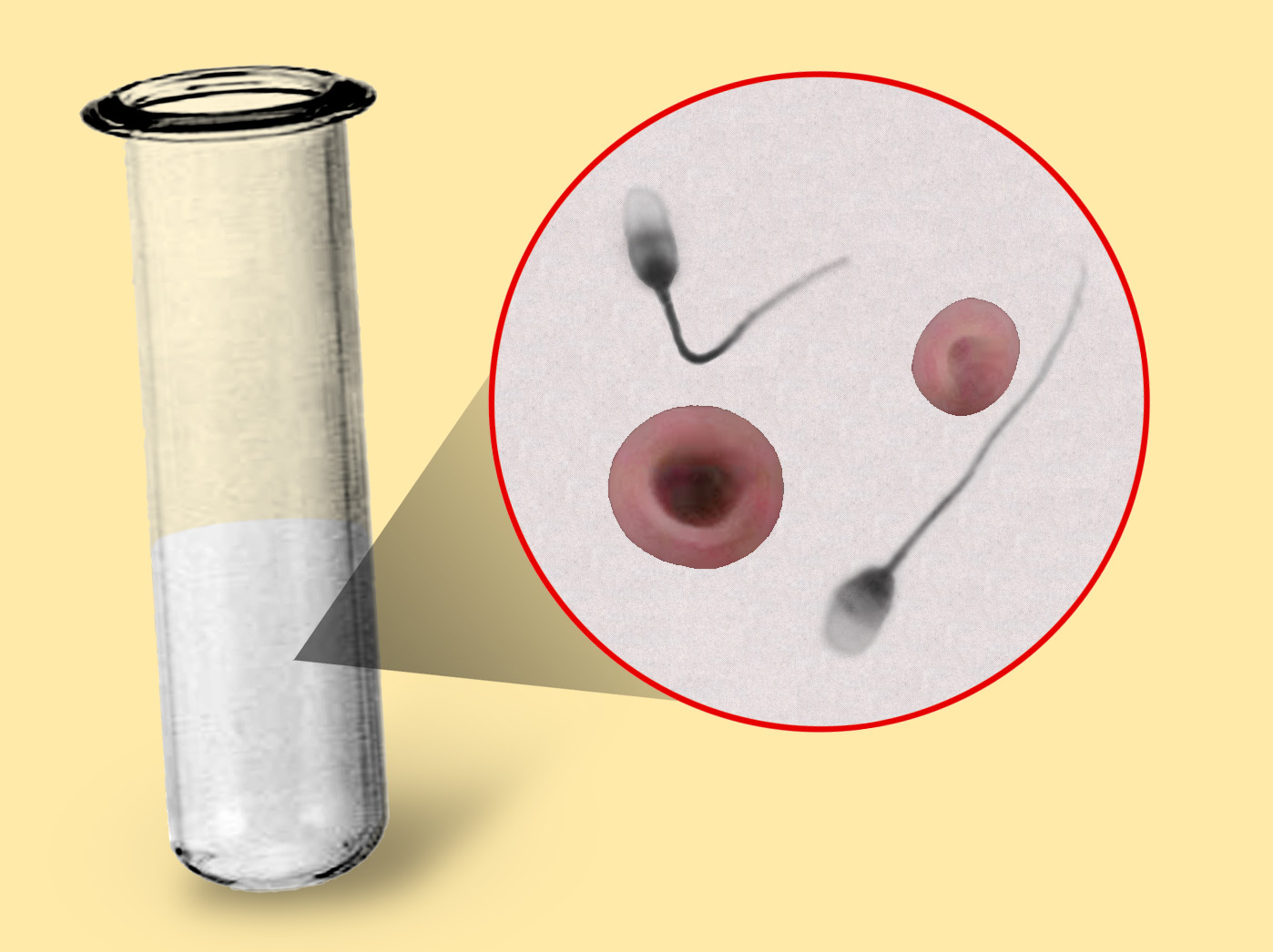
Mikroskopowa hematospermia.

Hematospermia – obecność krwi w nasieniu. Najczęściej powstaje jako objaw idiopatyczny, ale może być również objawem różnego typu chorób związanych z prostatą, zwężeniem cewki moczowej lub genetycznymi zaburzeniami krwawienia. Hematospermia czasem powstaje jako objaw pooperacyjny po zabiegach takich jak biopsja prostaty. Jako objaw jest obecna przy około 2% przypadków urologicznych, statystyki dotyczące procentowej obecności hematospermii wśród populacji są nieznane.
Każdy przypadek hematospermii powinien wiązać się z wizytą u specjalisty urologa który zidentyfikuje lub wykluczy przyczyny chorobowe. Idiopatyczne przypadki czasem leczone są tetracykliną lub masażem prostaty.
W znacznej części przypadków hematospermia po pewnym okresie samoczynnie ustaje – jednakże może wiązać się ze stanami wymagającymi kontaktu z lekarzem.
Idiopatyczna hematospermia u 17% zbadanych osób zdarzyła się jednokrotnie.
Hematospermia w 0,3% przypadków powiązana jest z nowotworami. 